# Isabel Preysler
María Isabel Preysler Arrastía, meglio conosciuta come Isabel Preysler (Manila, 18 febbraio 1951), è una modella filippina residente in Spagna.

## Biografia

### Parentela
Isabel, terzogenita di sei figli di famiglia benestante, è nata a San Lorenzo, Manila.
Suo padre, Carlos Preysler Pérez de Tagle, era il direttore della linea aerea Philippine Airlines. La famiglia Pérez de Tagle, che fu un ramo cadetto della dinastia spagnola nel Marchesato di Altamira, produceva fino al 1600 olio di copra e abaca (ingrediente principale di corde e altri utensili prima dell'invenzione del nylon). 
Sua madre, Beatriz "Betty" Arrastía Reinares, era la proprietaria di una società immobiliare a Manila. La famiglia Arrastía proveniva da Lubao (Pampanga), dove possedeva numerose haciendas per la produzione di zucchero. 
Inoltre è imparentata con l'attrice Neile Adams (sorellastra paterna della madre) e l'attore Steven R.McQueen (nipote di Neile e cuginastro di Isabel). 

### Carriera
Durante l'infanzia Isabel ha frequentato una scuola cattolica privata.
Durante la gioventù vinse un concorso di bellezza a Manila ed eventi di beneficenza per gli Sheraton Hotels and Resorts di Manila. A 16 anni si trasferì a Madrid dagli zii per frequentare l'università cattolica irlandese College Mary Ward. Nel 1970 conobbe Julio Iglesias, che sposò l'anno seguente. Dalla loro unione durata sette anni sono nati tre figli: Enrique, Julio Jr., Chábeli (che era il suo soprannome durante l'infanzia). Il loro matrimonio è stato sciolto nel 1979 dalla diocesi di Brooklyn. 
Quasi in contemporanea con l'annullamento del matrimonio, Isabel Preysler avvia la propria carriera di giornalista, intervistando nel suo primo servizio proprio l'ex marito Julio Iglesias, per la rivista ¡Hola!. Nel 1984 ha condotto la trasmissione televisiva Hoy. Ospite per l'aperture del suo Giardino Spagnolo al Chelsea Flower Show fu il principe Carlo. Contemporaneamente lavora come testimonial per Suárez Joyería, Ferrero Rocher, Chrysler, Manolo Blahnik, e poi per Porcelanosa, per cui lavora al fianco di George Clooney.
Nel 2006 la Preysler insieme a Hillary Clinton, Shakira, Yōko Ono ed altri personaggi femminili, è stata premiata a New York con il riconoscimento Women Together Award, con il quale vengono riconosciuti i maggiori contributi filantropici femminili.

## Vita privata
Dopo l'annullamento del matrimonio con Julio Iglesias, la giornalista si legò con Carlos Falcó y Fernández de Córdoba, marchese di Griñón, che sposò nel marzo del 1980 e dal quale ebbe nel novembre 1981 una figlia, Tamara Isabel Falcó Preysler. L'amore per l'allora ministro delle finanze spagnolo Miguel Boyer la portò presto al divorzio, ottenuto il quale poté sposare, il 2 gennaio 1988, Boyer, nel frattempo dimessosi dall'incarico e dal quale, nel 1989 ebbe l'ultima figlia, Ana Isabel Boyer Preysler. 
Dopo il decesso di Miguel Boyer avvenuto il 29 settembre 2014 dall'estate del 2015 è legata sentimentalmente allo scrittore Premio Nobel Mario Vargas Llosa.